# روبي برنل
روبي برنل (بالإنجليزية: Ruby Pernell)‏ هي عاملة اجتماعية أمريكية، ولدت في 1917، وتوفيت في 2001.